# أ. س. ليونز
أ. س. ليونز (بالإنجليزية: A. C. Lyons) هو مهندس معماري أمريكي، ولد في 2 أكتوبر 1873 في مقاطعة سومرست في الولايات المتحدة، وتوفي في 16 مارس 1942 في فيرمونت في الولايات المتحدة.